# Coniopteryx fuscicornis
Coniopteryx fuscicornis is een insect uit de familie van de dwerggaasvliegen (Coniopterygidae), die tot de orde netvleugeligen (Neuroptera) behoort. 
De wetenschappelijke naam Coniopteryx fuscicornis is voor het eerst geldig gepubliceerd door Navás in 1914.